# Natura - Przyroda Warmii i Mazur
Natura - Przyroda Warmii i Mazur – kwartalnik wydawany przez Wydawnictwo Mantis i Towarzystwo Miłośników Przyrody Warmii i Mazur "Natura". Kwartalnik powstał w 2006 roku, finansowany jest przez Wojewódzki Fundusz Ochrony Środowiska i Gospodarki Wodnej w Olsztynie, ISSN 1895-7331, czasopismo bezpłatne, format A4, 40 stron, kolorowe.
- Redaktor naczelny: Andrzej Jadwiszczak.
- Rada Programowa: Marian Szymkiewicz (przewodniczący), Zygmunt Gawron, Alicja Nowak, Alina Rodziewicz, Krzysztof Słowiński, Alicja Szarzyńska, Marian Tomoń, Lucjan Wołos.